# 곽정수
곽정수(1961년 7월 13일 ~ )는 대한민국의 기자이다. 서울대학교 공과대학에서 전기공학 학사 학위, 서강대학교 경제학과에서 경제학 석사 학위, 서울대학교 경제학과에서 대·중소기업 문제를 주제로 경제학 박사 학위를 취득했다. 한겨레신문 공채 1기로 입사하여 사회부, 편집부 등을 거쳐 경제부에서 주로 활동했으며 2002년 대기업 전문기자에 임명되어 대기업 문제를 집중적으로 다뤄왔다.

## 저서
- 《재벌들의 밥그릇》. 홍익출판사. 2012년. ISBN 9788970652825
- 《한국경제 새판짜기》 공저,미들하우스, 2007년
- 《서정진,미래를 건 승부사》위즈덤하우스, 2021년